# Rachel, Rachel
Pour plus de détails, voir Fiche technique et Distribution.
Rachel, Rachel est un film américain réalisé par Paul Newman, sorti en 1968.

## Synopsis
Une institutrice de 35 ans vit toujours sous l'emprise de sa mère, sans trouver de sens à sa vie, dans une petite ville du Connecticut. Elle porte tous ses espoirs de changement sur un ami d'enfance de passage dans sa ville.

## Fiche technique
- Titre : Rachel, Rachel
- Réalisation : Paul Newman
- Scénario : Stewart Stern d'après le roman de Margaret Laurence
- Production : Paul Newman
- Musique : Jerome Moross
- Photographie : Gayne Rescher
- Montage : Dede Allen
- Société de production : Kayos Productions
- Société de distribution : Warner Bros. Entertainment
- Pays d'origine : États-Unis
- Langue : anglais
- Format : couleurs - mono
- Genre : drame, romance
- Durée : 101 minutes
- Date de sortie : 1968
- Affiche : Raymond Elseviers (Belgique)

## Distribution
- Joanne Woodward (VF : Anne Germain, chants) : Rachel Cameron
- James Olson : Nick Kazlik
- Kate Harrington : Mrs. Cameron
- Estelle Parsons (VF : Laurence Badie) : Calla Mackie
- Donald Moffat : Niall Cameron
- Terry Kiser : Preacher
- Frank Corsaro : Hector Jonas
- Bernard Barrow (VF : Jacques Thebault) : Leighton Siddley
- Geraldine Fitzgerald (VF : Paula Dehelly) : Réverente Wood

## Distinctions
- Golden Globes 1969 : 
  - Meilleur réalisateur
  - Meilleure actrice dans un film dramatique pour Joanne Woodward